# Torre del Magnale
La Torre del Magnale, talvolta indicata anche come Torraccia, era un'antica torre che fino alla seconda guerra mondiale si innalzava all'interno del porto industriale di Livorno.
In epoca medioevale essa segnava l'ingresso al porto della Repubblica di Pisa, che si estendeva proprio in un'area immediatamente a nord dell'allora villaggio labronico.

## Storia
Denominata il Magnale per le sue grandi dimensioni, faceva parte del sistema difensivo di Porto Pisano e fu eretta tra il 1154 ed 1163, come riportava una lapide qui apposta all'inizio del Novecento, in occasione dei restauri promossi da Pietro Vigo, il fondatore dell'Archivio di Stato di Livorno:
Questa torre della Magna o Magnale - compiuta nel MCLXIII - segnò il luogo più difeso ed importante del gran Porto Pisano - emporio di dell'età media rinomatissimo - che vide salpar le navi - a viaggi di commercio e spedizioni guerresche - ed accolse pontefici, re e capitani - Per voto del Consiglio provinciale di Livorno - Presidente il Cav. Uff. Avv. Vinc. Mostardi Fioretti - La Deputazione Provinciale - presieduta dal Comm. Avv. Amilcare Galeotti - al vetusto ed insigne monumento - dopo il lungo abbandono e l'incuria - restituito al decoro - questo ricordo poneva nel 1903.
Oltre che avere una funzione militare fu anche sede del comandante supremo di Porto Pisano.
Inoltre, nel Medioevo, attorno alla Magnale sorgevano alcuni edifici portuali, quali la dogana, il magazzino della Domus Magna e la residenza dei Magistrati marittimi che dipendevano direttamente dai Consoli del Mare di Pisa, dei quali però non restano tracce evidenti.
Decaduta la Repubblica di Pisa e con essa il suo porto, questa importante costruzione fu inglobata nel territorio della nascente città di Livorno.
Situata sull'allora spiaggia a nord della città labronica, fu probabilmente gravemente danneggiata dal terremoto che colpì Livorno nel 1742, e rischiò l'abbattimento con le artiglierie francesi del Marzocco, che nel 1814 alcune navi inglesi fecero sbarcare presso la spiaggia del Calambrone nel tentativo di occupare la città. Verso la metà dell'Ottocento, presentava sul lato marino, vaste aperture e crepe che ne minacciavano la rovina ed era visibilmente pendente verso sud.
Fu fatta restaurare dal granduca Leopoldo II in ricordo della antiche glorie della repubblica pisana.
All'inizio del Novecento, l'area del Magnale tornò ad essere destinata ad attività portuali, con la costruzione di nuove banchine e magazzini industriali del porto industriale di Livorno e la torre venne a trovarsi sulla banchina del nuovo porto industriale.
Durante la seconda guerra mondiale la torre fu gravemente danneggiata. Recenti scoperte hanno permesso di rifiutare la tesi che imputava la distruzione del Magnale ai guastatori tedeschi in ritirata, i quali avevano minato anche il Fanale del porto. Un filmato, realizzato da un aereo degli Alleati verso la fine della guerra, mostra la struttura ancora in piedi, ma completamente crollata su un lato e quindi pericolante. La stessa immagine viene mostrata in una foto scattata all'indomani dell'arrivo degli Alleati a Livorno, nel luglio del 1944. Probabilmente la torre crollò a causa dei gravissimi danni riportati o, data la sua precaria stabilità, potrebbe essere stata necessariamente abbattuta durante la ricostruzione del porto.
Alcune rovine del basamento rimasero lungo la banchina denominata proprio calata del Magnale, non distante dalla Centrale termoelettrica Marzocco.

## Descrizione

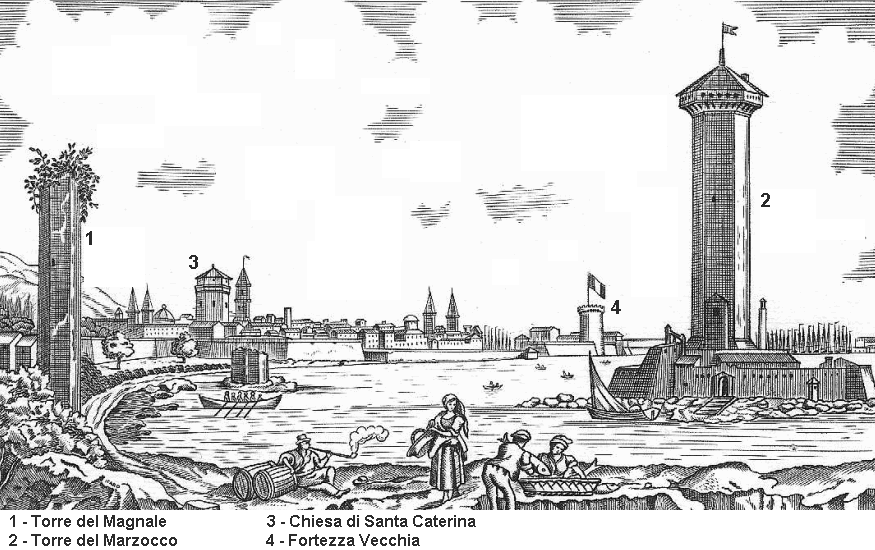
Il Magnale e la vicina Torre del Marzocco: al centro la Maltarchiata

Inizialmente costruita in grosse pietre quadrate della Verruca, dopo le varie distruzioni provocate dai nemici venne risarcita e ricostruita nella sua metà superiore in laterizio rinforzato con pietre angolari. Di forma ottagonale, aveva un piccolo ingresso al primo piano sul lato di terra, cui si accedeva mendiante una scala da rimuovere in caso di pericolo. Composta da sette piani con andamento decrescente in altezza e perimetro che presentavano delle reseghe orizzontali che davano l'idea di rastrematura. Aveva l'ultimo piano più piccolo di circonferenza e di forma circolare sul cui tamburo forse si trovava una cupoletta con una postazione di avvistamento o di faro.
Dopo le distruzioni e l'abbandono, all'epoca del restauro voluto da Pietro Vigo, che fece richiudere un ampio squarcio largo oltre un metro, la torre era alta oltre 33 metri ed ogni faccia misurava circa 3,5 metri; recava scolpita, verso la sommità, la croce pisana sul lato volto verso mezzogiorno.